# Paul Ramadier
Paul Ramadier (La Rochelle, 17 de marzo de 1888-Rodez, 14 de octubre de 1961) fue un político francés, presidente del consejo durante la IV República.

## Biografía
Nació el 17 de marzo de 1888 en La Rochelle.
Abogado de formación, se adhirió al socialismo a los 16 años.
Durante la Tercera República llegó a ser ministro de Trabajo entre el 18 de enero y el 10 de marzo de 1938 y entre el 10 abril y el 21 de agosto de 1938.
Como diputado por Aveyron, fue uno de los parlamentarios que votó en contra de otorgar mayores poderes constitucionales al mariscal Philippe Pétain el 10 de julio de 1940, que instaló el Régimen de Vichy.
Fue ministro de Abastecimientos en el Gobierno del General de Gaulle en 1944-1945, forjándose una reputación de gran trabajador, pragmático y conciliador
Durante la Cuarta República llegó a ocupar la presidencia del consejo entre el 22 de enero y el 24 de noviembre de 1947.
Falleció el 14 de octubre de 1961 en Rodez.